# Samodzielna Brygada Kawalerii Gwardii (Imperium Rosyjskie)
Samodzielna Brygada Kawalerii Gwardii – jedna z brygad kawalerii okresu Imperium Rosyjskiego.
Dyslokacja: Warszawa.

## Struktura organizacyjna
- Lejb-Gwardyjski Pułk Ułanów Jego Wysokości (Warszawa)
- Lejb-Gwardyjski Grodzieński Pułk Huzarów (Warszawa)
- 3 gwardyjska bateria artylerii konnej (Warszawa)